# Anii 1190
Secole: Secolul al XI-lea - Secolul al XII-lea - Secolul al XIII-lea
Decenii: Anii 1140 Anii 1150 Anii 1160 Anii 1170 Anii 1180 - Anii 1190 - Anii 1200 Anii 1210 Anii 1220 Anii 1230 Anii 1240
Ani: 1190 1191 1192 1193 1194 1195 1196 1197 1198 1199